# ستويان ستيفانوف
ستويان ستيفانوف (بالبلغارية: Стоян Стефанов)‏ هو لاعب كرة قدم بلغاري في مركز الوسط، ولد في 28 يوليو 1983 في سليفن في بلغاريا. لعب مع او في سي سليفن 2000.

## وصلات خارجية
- ستويان ستيفانوف على موقع قاعدة بيانات كرة القدم.إي يو (الإنجليزية)
- ستويان ستيفانوف على موقع Soccerway.com (الإنجليزية)